# Renishaw
Renishaw – wieś w Anglii, w hrabstwie Derbyshire, w dystrykcie North East Derbyshire.